# Eastern Suburbs AFC
Eastern Suburbs AFC is een Nieuw-Zeelandse voetbalclub uit Auckland. De club is opgericht in 1934 en speelt in de New Zealand Football Championship. Eastern Suburbs AFC speelt de thuiswedstrijden in het Bill McKinlay Park.

## Seizoen 2019

### Selectie
| Keepers       |               |                    |              |
| 1             | Nieuw-Zeeland | Andrew Withers     | Keeper       |
| 21            | Nieuw-Zeeland | Justin Biega       | Keeper       |
| Verdedigers   |               |                    |              |
| 2             | Nieuw-Zeeland | Alex Clayton       | Verdediger   |
| 3             | Nieuw-Zeeland | Kelvin Kalua       | Verdediger   |
| 4             | Nieuw-Zeeland | Nando Pijnaker     | Verdediger   |
| 5             | Nieuw-Zeeland | Adam Thomas        | Verdediger   |
| 15            | Nieuw-Zeeland | Dalton Wilkins     | Verdediger   |
| 22            | Nieuw-Zeeland | Hayden Johns       | Verdediger   |
| 24            | Nieuw-Zeeland | Jack Duncan        | Verdediger   |
| Middenvelders |               |                    |              |
| 6             | Nieuw-Zeeland | Harry Edge         | Middenvelder |
| 7             | Nieuw-Zeeland | Tim Payne          | Middenvelder |
| 8             | Nieuw-Zeeland | Owen Parker-Price  | Middenvelder |
| 11            | Somalië       | Mohammed Awad      | Middenvelder |
| 12            | Nieuw-Zeeland | Kingsley Sinclair  | Middenvelder |
| 16            | Nieuw-Zeeland | Dominic Wooldridge | Middenvelder |
| 17            | Nieuw-Zeeland | Michael Built      | Middenvelder |
| 18            | Canada        | Patryk Misik       | Middenvelder |
| 23            | Nieuw-Zeeland | Campbell Strong    | Middenvelder |
| Aanvallers    |               |                    |              |
| 9             | Nieuw-Zeeland | Callum McCowatt    | Aanvaller    |
| 10            | Nieuw-Zeeland | Andre de Jong      | Aanvaller    |
| 14            | Nieuw-Zeeland | Elijah Just        | Aanvaller    |
| 19            | Nieuw-Zeeland | Tinashe Marowa     | Aanvaller    |